# 1319
1319 (MCCCXIX) je bilo navadno leto, ki se je po julijanskem koledarju začelo na ponedeljek.

## Dogodki
- 5. marec - Umrlega grofa Albona Ivana II. Viennoiškega nasledi sin Žiga VIII., ki hkrati podeduje naziv dofên Viennoisa.
- 14. marec - Papež Janez XXII. z bulo Ad ea ex quibus ustanovi viteški Kristusov red[1] iz izpostave portugalskih templarjev, ki jih je pred preganjanjem zaščitil kralj Denis Portugalski.
- 8. maj - Umrlega norveškega kralja Hakona V. na prestolu nasledi triletni vnuk Magnus Eriksson [2]. Regentstvo prevzame njegova mati Ingeborg Hakonardottir.
- 8. julij - Švedska: potem ko so prejšnje leto izgnali nesposobnega kralja Birgerja, švedski parlament izvoli za novega kralja triletnega norveškega kralja Magnusa Erikssona [3] in s tem zaupajo regenstvo norveški kraljici-materi Ingeborg Hakonardottirjevi. Kraljevini Švedska in Norveška dobita s tem skupno vladarko.
- 14. avgust - Umrlega brandenburškega mejnega grofa Valdemarja nasledi mladoletni bratranec in posvojenec Henrik II..
- 13. november - Umre danski kralj Erik VI., ki ga je prejšnje leto močno prizadela izguba novorojenega in edinega sina. Zaradi drage vojne proti Brandenburžanom zapusti Dansko v bankrotu. Obubožano kraljevino nasledi njegov nespodobni mlajši brat Krištof II., ki je preveč popustljiv do plemstva. 1320 ↔
- 5. oktober - Poroka med aragonskim kronskim princem Jakobom in kastiljsko princeso Eleanoro, ki naj bi utrdila zavezništvo med obema kraljevinama. Konzumiranje zakona pa je neuspešno, saj ima princ Jakob v tem času hujši kožni absces.↓
- 22. december → Aragonski kronski princ infante Jakob se odpove prestolonasledstvu in se pomeniši. Novica ni najbolje sprejeta na kastiljskem dvoru, saj je s tem razdrl zaroko s kastiljsko princeso Eleanoro.

- Papež Janez XXII. odstavi nepriljubljenega velikega mojstra vitezov hospitalcev Foulquesa de Villareta, ki je sicer zaslužen za zavzetje Rodos, a je hkrati redu nakopal velike dolgove. Novi veliki mojster reda postane Hélion de Villeneuve, 26. veliki mojster vitezov hospitalcev po seznamu.
- Ogrski kralj Karel I. huje zboli, da ga že vsi vidijo na smrtni postelji, vendar mu uspe premagati bolezen. Še isto leto nadaljuje z vojnami proti madžarskim oligarhom, ki so v defenzivi.

## Rojstva
- 16. april - Ivan II., francoski kralj († 1364)
- 5. september - Peter IV., aragonski kralj († 1387)
- Hasan Kuček, čobanidski perzijski princ († 1343)
- Jakob I. Burbonski, grof La Marche († 1362)
- Karel I., bretonski vojvoda († 1364)
- Leonardo Montaldo, genovski dož († 1384)
- Matteo II. Visconti, sovladar Milana († 1355)
- Nikolaj Kabasilas, bizantinski pravoslavni teolog in mistik († 1391)
- Štefan II. Wittelsbaški, bavarski vojvoda († 1375)

## Smrti
- 5. marec - Ivan II. Viennoiški, dofên Viennoisa[4] (* 1280)
- 8. maj - Hakon V., norveški kralj (* 1270)
- 12. avgust - Rudolf I., vojvoda Zgornje Bavarske, grof Renskega Palatinata (* 1274)
- 14. avgust - Valdemar Brandenburški, mejni grof Brandenburg-Stendala (* 1280)
- 1. november - Uguccione della Faggiuola, italijanski (toskanski) državnik in vojskovodja (* 1250)
- 13. november - Erik VI., danski kralj (* 1274)
- Al-Farisi, perzijski matematik, fizik in astronom (* 1260)
- Guan Daosheng, kitajska slikarka, kaligrafinja, pesnica (* 1262)
- Ingeborg Magnusdotter, švedska princesa, danska kraljica (* 1277)
- Marija Lusignanska, ciprska princesa, aragonska kraljica (* 1273)
- Marketo Padovanski, italijanski skladatelj in glasbeni teoretik (* 1274)
- Remigio dei Girolami, italijanski teolog (* 1235)